# Simon Kuipers
Simon Kuipers, född den 9 augusti 1982 i Haarlem, Nederländerna, är en nederländsk skridskoåkare.
Han tog OS-brons i herrarnas lagtempo i samband med de olympiska skridskotävlingarna 2010 i Vancouver.